# All Shall Fall
All Shall Fall é o oitavo álbum da banda de black metal norueguesa Immortal.

## Faixas
Músicas compostas por Abbath e letras por Demonaz.
| N.º | Título                 | Duração |  |
| 1.  | "All Shall Fall"       | 05:58   |  |
| 2.  | "The Rise of Darkness" | 05:47   |  |
| 3.  | "Hordes to War"        | 04:32   |  |
| 4.  | "Norden On Fire"       | 06:15   |  |
| 5.  | "Arctic Swarm"         | 04:01   |  |
| 6.  | "Mount North"          | 05:07   |  |
| 7.  | "Unearthly Kingdom"    | 08:30   |  |

## Desempenho nas paradas
| Parada musical (2009)   | Melhor posição |
| ----------------------- | -------------- |
| Finnish Albums Chart    | 20             |
| Norwegian Albums Chart  | 21             |
| US Billboard 200        | 162            |
| US Top Heatseekers      | 7              |
| US Top Hard Rock Albums | 23             |

## Créditos
| Críticas profissionais                                                      | Críticas profissionais |
| Avaliações da crítica                                                       | Avaliações da crítica  |
| Fonte                                                                       | Avaliação              |
| --------------------------------------------------------------------------- | ---------------------- |
| AllMusic                                                                    | 4.5 de 5 estrelas.     |
| Esta tabela precisa de ser acompanhada por texto em prosa. Consulte o guia. |                        |

- Abbath Doom Occulta  — Vocal, Guitarra
- Horgh  — Bateria
- Apollyon  — Baixo
- Demonaz Doom Occulta  — Letras